# Premio Hugo a la mejor historia gráfica
El premio Hugo a la mejor historia en formato gráfico de ciencia ficción o fantasía es un galardón entregado en el contexto de los premios Hugo, una ceremonia establecida en 1953 y originalmente llamada premios Hugo Gernsback (aunque también se les conocía como Science Fiction Achievement), nombre de quien fuera el fundador de la revista pionera frente al tema de la ciencia ficción Amazing Stories. Definido como «un premio que sirve de escaparate a la ficción» y como «el mejor reconocimiento que puede ser otorgado al escrito de ciencia ficción más reconocido de un año».
 El premio Hugo a la mejor historia en formato gráfico de ciencia ficción o fantasía es entregado por la Convención mundial de ciencia ficción a la publicación que entra en dichas categorías, que fue publicada en inglés o traducida a ese idioma durante el año anterior a la ceremonia anual de premiación y fue seleccionada como la mejor del año. El galardón fue entregado por primera vez en el 2009, durante la 56.ª edición de los premios Hugo, inició entonces con el requisito de que solo continuaría como un galardón oficial si fuera aprobado de nuevo por la convención en años posteriores. Se cumplió esta condición de nuevo en 2010, por lo que el premio fue otorgado ese año. El galardón se ratificó otra vez después de los premios de 2012.
Los nominados y ganadores del premio son seleccionados por los miembros de la Convención Mundial de Ciencia Ficción, también conocida como Worldcon (por su nombre en inglés: World Science Fiction Convention), y su presentación constituye uno de sus eventos centrales. El proceso de selección es definido mediante votación preferencial, proceso en el cual es elegido uno de los cinco trabajos nominados, excepto en el caso de la premiación de 2009, en la que hubo seis. Los cinco seleccionados como finalistas a nominar son siempre los más nombrados por los miembros de la convención, sin un tope de trabajos a nominar. Entre enero y marzo son seleccionadas las primeras historias, mientras que las cinco finales son elegidas entre abril y julio, todo sujeto a cambios de modificarse la fecha y la realización de la Worldcon del año respectivo, que generalmente inicia en septiembre y es realizada en diferentes ciudades del mundo.
Durante los siete años que lleva activo el premio los trabajos elegidos han sido tanto tomos que forman parte de numerosas series de historietas como novelas gráficas. Girl Genius, novela gráfica escrita por Kaja y Phil Foglio, dibujada por Phil Foglio y coloreada por Cheyenne Wright, ganó en las primeras tres oportunidades. Después de su tercera victoria consecutiva, el equipo de Girl Genius anunció que, con el fin de demostrar que el premio es de fiar, se negaría a recibir una nueva nominación (lo que obligó a que el premio fuera ratificado durante el 2012); Girl Genius recibió una cuarta nominación en 2014. La historia ganadora de la cuarta edición del premio fue Digger de Ursula Vernon,, la quinta fue Saga, de Brian K. Vaughan y Fiona Staples, la sexta Time de Randall Munroe y la séptima Ms. Marvel, escrita por G. Willow Wilson.
Schlock Mercenary, escrita y dibujada por Howard Tayler, estuvo nominada los primeros cinco años de existencia del premio, mientras que Fables, creado por Bill Willingham, lo estuvo los primeros cuatro. Saga fue nominada tres veces, mientras que The Unwritten, de Mike Carey y Peter Gross; Locke & Key, de Joe Hill y Gabriel Rodriguez; y Grandville, de Bryan Talbot, fueron nominadas dos veces. 

## Ganadores y nominados
En la siguiente tabla, los años corresponden al de la realización de la ceremonia, después del que se publicó originalmente la historia. Los títulos marcados con un fondo azul han ganado el premio, mientras que los que tienen un fondo blanco son las demás obras nominadas.
| Año  | Trabajo                                                             | Creador(es) | Editorial                                | Ref    |
| ---- | ------------------------------------------------------------------- | --- | ---------------------------------------- | ------ |
| 2009 | Girl Genius, Volume 8: Agatha Heterodyne and the Chapel of Bones    | Kaja Foglio (escritora), Phil Foglio (escritor, artista), Cheyenne Wright (colorista) | Airship Entertainment                    | [ 12 ] |
| 2009 | The Dresden Files: Welcome to the Jungle                            | Jim Butcher (escritor), Ardian Syaf (artista) | Del Rey Books/Dabel Brothers Productions | [ 12 ] |
| 2009 | Fables: War and Pieces                                              | Bill Willingham (escritor), Mark Buckingham (entintador), Steve Leialoha (artista), Andrew Peopy (artista), Lee Loughridge (colorista), Todd Klein (letrista)                                                                                               | Vertigo                                  | [ 12 ] |
| 2009 | Schlock Mercenary: The Body Politic                                 | Howard Tayler (escritor, artista) | The Tayler Corporation                   | [ 12 ] |
| 2009 | Serenity: Better Days                                               | Joss Whedon (escritor), Brett Matthews (escritor), Will Conrad (artista), Michelle Madsen (colorista), Jo Chen (portadista) | Dark Horse Comics                        | [ 12 ] |
| 2009 | Y: The Last Man, Volume 10: Whys and Wherefores                     | Brian K. Vaughan (escritor), Pia Guerra (rotuladora), Jose Marzan, Jr. (entintador) | Vertigo                                  | [ 12 ] |
| 2010 | Girl Genius, Volume 9: Agatha Heterodyne and the Heirs of the Storm | Kaja Foglio (escritora), Phil Foglio (escritor, artista), Cheyenne Wright (colorista) | Airship Entertainment                    | [ 13 ] |
| 2010 | Batman: Whatever Happened to the Caped Crusader?                    | Neil Gaiman (escritor), Andy Kubert (artista), Scott Williams (entintador) | DC Comics                                | [ 13 ] |
| 2010 | Captain Britain and MI13. Volume 3: Vampire State                   | Paul Cornell (escritor), Leonard Kirk (artista), Mike Collins (artista), Adrian Alphona (artista), Ardian Syaf (artista) | Marvel Comics                            | [ 13 ] |
| 2010 | Fables: The Dark Ages                                               | Bill Willingham (escritor), Mark Buckingham (entintador), Steve Leialoha (artista), Peter Gross (artista), Andrew Peopy (artista), Mike Allred (artista), David Hahn (artista), Lee Loughridge (colorista), Laura Allred (colorista), Todd Klein (letrista) | Vertigo                                  | [ 13 ] |
| 2010 | Schlock Mercenary: The Longshoreman of the Apocalypse               | Howard Tayler (escritor, artista) | The Tayler Corporation                   | [ 13 ] |
| 2011 | Girl Genius, Volume 10: Agatha Heterodyne and the Guardian Muse     | Kaja Foglio (escritora), Phil Foglio (escritor, artista), Cheyenne Wright (colorista) | Airship Entertainment                    | [ 14 ] |
| 2011 | Fables: Witches                                                     | Bill Willingham (escritor), Mark Buckingham (artista) | Vertigo                                  | [ 14 ] |
| 2011 | Grandville Mon Amour                                                | Bryan Talbot (escritor, artista) | Dark Horse Comics                        | [ 14 ] |
| 2011 | Schlock Mercenary: Massively Parallel                               | Howard Tayler (escritor, artista) | Hypernode                                | [ 14 ] |
| 2011 | The Unwritten, Volume 2: Inside Man                                 | Mike Carey (escritor), Peter Gross (artista) | Vertigo                                  | [ 14 ] |
| 2012 | Digger                                                              | Ursula Vernon (escritora, artista) | Sofawolf Press                           | [ 8 ]  |
| 2012 | Fables: Rose Red                                                    | Bill Willingham (escritor), Mark Buckingham (artista) | Vertigo                                  | [ 8 ]  |
| 2012 | Locke & Key Volume 4: Keys To The Kingdom                           | Joe Hill (escritor), Gabriel Rodriguez (artista) | IDW Publishing                           | [ 8 ]  |
| 2012 | Schlock Mercenary: Force Multiplication                             | Howard Tayler (escritor, artista) | The Tayler Corporation                   | [ 8 ]  |
| 2012 | The Unwritten, Volume 4: Leviathan                                  | Mike Carey (escritor), Peter Gross (artista) | Vertigo                                  | [ 8 ]  |
| 2013 | Saga, Volume One                                                    | Brian K. Vaughan (escritor), Fiona Staples (artista) | Image Comics                             | [ 9 ]  |
| 2013 | Grandville Bête Noire                                               | Bryan Talbot (escritor, artista) | Dark Horse Comics                        | [ 9 ]  |
| 2013 | Locke & Key Volume 5: Clockworks                                    | Joe Hill (escritor), Gabriel Rodriguez (artista) | IDW Publishing                           | [ 9 ]  |
| 2013 | Schlock Mercenary: Random Access Memorabilia                        | Howard Tayler (escritor, artista) | The Tayler Corporation                   | [ 9 ]  |
| 2013 | Saucer Country, Volume 1: Run                                       | Paul Cornell (escritor), Ryan Kelly, Jimmy Broxton y Goran Sudžuka (artistas) | Vertigo                                  | [ 9 ]  |
| 2014 | Time                                                                | Randall Munroe | xkcd                                     | [ 10 ] |
| 2014 | Girl Genius, Volume 13: Agatha Heterodyne & The Sleeping City       | Kaja Foglio (escritora), Phil Foglio (escritor, artista), Cheyenne Wright (colorista) | Airship Entertainment                    | [ 10 ] |
| 2014 | The Girl Who Loved Doctor Who                                       | Paul Cornell (escritor), Jimmy Broxton (artista) | IDW Publishing                           | [ 10 ] |
| 2014 | The Meathouse Man                                                   | Raya Golden (artista), George R. R. Martin (trabajo original) | Jet City Comics                          | [ 10 ] |
| 2014 | Saga, Volume Two                                                    | Brian K. Vaughan (escritor), Fiona Staples (artista) | Image Comics                             | [ 10 ] |
| 2015 | Ms. Marvel Volume 1: No Normal                                      | G. Willow Wilson (escritora), Adrian Alphona (artista), Jake Wyatt (artista) | Marvel Comics                            | [ 11 ] |
| 2015 | Rat Queens Volume 1: Sass and Sorcery                               | Kurtis J. Weibe (escritor), Roc Upchurch (artista) | Image Comics                             | [ 11 ] |
| 2015 | Saga, Volume Three                                                  | Brian K. Vaughan (escritor), Fiona Staples (artista) | Image Comics                             | [ 11 ] |
| 2015 | Sex Criminals Volume 1: One Weird Trick                             | Matt Fraction (escritor), Chip Zdarsky (artista) | Image Comics                             | [ 11 ] |
| 2015 | The Zombie Nation Book #2: Reduce Reuse Reanimate                   | Carter Reid | The Zombie Nation                        | [ 11 ] |
| 2016 | The Sandman:Overture                                                | Neil Gaiman (escritor), Adrian Alphona (artista), J. H. Williams III (artista) | Vertigo                                  | [ 15 ] |
| 2016 | The Divine                                                          | Boaz Lavie (escritor), Asaf y Tomer Hanuka (artistas) | First Second Books                       | [ 15 ] |
| 2016 | Erin Dies Alone                                                     | Grey Carter (escritor), Cory Rydell (artista) | dyingalone.net                           | [ 15 ] |
| 2016 | Full Frontal Nerdity                                                | Aaron Williams | ffn.nodwick.com                          | [ 15 ] |
| 2016 | Invisible Republic                                                  | Corinna Bechko (escritora), Gabriel Hardman (escritor y artista) | Image Comics                             | [ 15 ] |
| 2017 | Monstress, Volume 1: Awakening                                      | Marjorie Liu (escritora), Sana Taleda (artista) | Image Comics                             | [ 16 ] |
| 2017 | Black Panther, Volume 1: A Nation Under Our Feet                    | Ta-Nehisi Coates (escritor), Brian Stelfreeze (artista) | Marvel Comics                            | [ 16 ] |
| 2017 | Ms. Marvel, Volume 5: Super Famous                                  | G. Willow Wilson (escritora), Takeshi Miyazawa (artista) | Marvel Comics                            | [ 16 ] |
| 2017 | The Vision, Volume 1: Little Worse Than A Man                       | Tom King (escritor), Gabriel Hernandez Walta (artista) | Marvel Comics                            | [ 16 ] |
| 2017 | Paper Girls, Volume 1                                               | Brian K. Vaughan (escritor), Cliff Chiang (artista), Matthew Wilson (colorista), Jared Fletcher (letrista) | Image Comics                             | [ 16 ] |
| 2017 | Saga, Volume Six                                                    | Brian K. Vaughan (escritor), Fiona Staples (artista), Fonografiks (letrista) | Image Comics                             | [ 16 ] |
| 2018 | Monstress, Volume 2: The Blood                                      | Marjorie Liu (escritora), Sana Taleda (artista) | Image Comics                             | [ 17 ] |
| 2018 | Bitch Planet, Volume 2: President Bitch                             | Kelly Sue DeConnick (escritora), Valentine De Landro, Taki Soma (artisas), Kelly Fitzpatrick (colorista), Clayton Cowles (letrista) | Image Comics                             | [ 17 ] |
| 2018 | Paper Girls, Volume 3                                               | Brian K. Vaughan (escritor), Cliff Chiang (artists), Matthew Wilson (colorista), Jared Fletcher (letrista) | Image Comics                             | [ 17 ] |
| 2018 | Saga, Volume 7                                                      | Brian K. Vaughan (escritor), Fiona Staples (artista) | Image Comics                             | [ 17 ] |
| 2018 | Black Bolt, Volume 1: Hard Time                                     | Saladin Ahmed (escritor), Christian Ward (artista), Clayton Cowles (letrista) | Marvel Comics                            | [ 17 ] |
| 2018 | My Favorite Thing Is Monsters                                       | Emil Ferris (escritor, artista) | Fantagraphics Books                      | [ 17 ] |
| 2019 | Monstress, Volume 3: Haven                                          | Marjorie Liu (escritora), Sana Taleda (artista) | Image Comics                             | [ 18 ] |
| 2019 | Abbott                                                              | Saladin Ahmed (escritor), Sami Kivelä (artista), Jason Wordie (colorista), Jim Campbell (letrista) | Boom! Studios                            | [ 18 ] |
| 2019 | Black Panther: Long Live the King                                   | Nnedi Okorafor, Aaron Covington (escritores), André Lima Araújo, Mario Del Pennino, Tana Ford (artistas) | Marvel Comics                            | [ 18 ] |
| 2019 | On a Sunbeam                                                        | Tillie Walden (escritor, artista) | First Second Books                       | [ 18 ] |
| 2019 | Paper Girls, Volume 4                                               | Brian K. Vaughan (escritor), Cliff Chiang (artista), Matthew Wilson (colorista), Jared Fletcher (letrista) | Image Comics                             | [ 18 ] |
| 2019 | Saga, Volume 9                                                      | Brian K. Vaughan (escritor), Fiona Staples (artista) | Image Comics                             | [ 18 ] |
| 2020 | LaGuardia                                                           | Nnedi Okorafor (escritora), Tana Ford (artista), James Devlin (colorista) | Derker Books /Dark Horse Comics          | [ 19 ] |
| 2020 | Die, Volume 1: Fantasy Heartbreaker                                 | Kieron Gillen (escritor), Stephanie Hans (artista), Clayton Cowles (letrista) | Image Comics                             | [ 19 ] |
| 2020 | Monstress, Volume 4: The Chosen                                     | Marjorie Liu (escritora), Sana Taleda (artista) | Image Comics                             | [ 19 ] |
| 2020 | The Wicked + The Divine, Volume 9: Okay                             | Kieron Gillen (escritor), Jamie McKelvie (artista), Matt Wilson (colorista), Clayton Cowles (letrista) | Image Comics                             | [ 19 ] |
| 2020 | Paper Girls, Volume 4                                               | Brian K. Vaughan (escritor), Cliff Chiang (artista), Matthew Wilson (colorista), Jared Fletcher (letrista) | Image Comics                             | [ 19 ] |
| 2020 | Mooncakes                                                           | Suzanne Walker (escritora), Wendy Xu (artista), Joamette Gil (letrista) | Oni Press / Lion Forge Comics            | [ 19 ] |